# MotorCity Triptych
MotorCity Triptych is een compositie van Michael Daugherty.

## Geschiedenis
Daugherty was gedurende een aantal jaren (1999-2003) de huiscomponist van het Detroit Symphony Orchestra van autostad Detroit, Michigan. Huiscomponist betekent vaak dat de componist opdrachten krijgt voor nieuw werk, bijna zeker wetende dat het ook daadwerkelijk uitgevoerd zal gaan worden. Dit drieluik voor symfonieorkest is een soort hommage aan Detroit; het is als het ware een rondleiding door (oud) Detroit. De drie delen van de suite kunnen ook separaat uitgevoerd worden.

## Muziek
Het werk is verdeeld in drie delen:
1. Motown Mondays
2. Pedal-to-the-metal
3. Rosa Parks Boulevard

Motown Mondays is gebaseerd op de muzikale gevoelens die de artiesten van Motown Records wisten op te roepen tijdens de (toen) befaamde Motown Mondays, optredens negen maandagen achter elkaar van Motown artiesten in The Roostertail nachtclub in Detroit. Daugherty meldde daarbij dat menig strijkarrangement, dat op de elpees verscheen werd gespeeld door onder meer leden van het DSO. Funkachtige klassieke muziek wordt afgewisseld met mierzoete balladachtige klanken.
Pedal-to-the-metal is een muzikale beschrijving van de autoweg Michigan Avenue. In een soort rapsodievorm (korte muzikale impressies) komen de zaken voorbij die men kan aantreffen langs die weg, voornamelijk horecabedrijven met veel reclame. Het deel wordt geïntroduceerd door een solo op de trompet. Vertrekpunt is de assemblagehal van Ford Motor Company tot de overgang in een highway. In dit stukje ook klanknabootsing van claxonerende auto’s en sirene’s van hulpdiensten.
Rosa Parks Boulevard, opnieuw een weg, vernoemd naar de mensenrechtenactiviste Rosa Parks, die in 1955 weigerde als Afro-Amerikaanse achter in de autobus te zitten, destijds nog verplicht in de staat Alabama vanwege racisme. Twee jaar na het incident kwam Parks in Detroit wonen en kreeg later een boulevard naar zich genoemd. Belangrijkste muziekinstrument in dit deel is de trombone.

## Orkestratie
- 1 piccolo, 2 dwarsfluiten, 2 hobo’s, 1 althobo, 1 Bes-klarinet, 1 Esklarinet, 1 basklarinet, 2 fagotten; 1 contrafagot;
- 4 hoorns, 3 trompetten; 3 trombones, 1 tuba
- 1 set pauken; 4 man / vrouw percussie, harp
- violen, altviolen, celli en contrabassen.

## Discografie
De eerste uitvoering van het werk werd gespeeld door het Detroit Symphony Orchestra onder leiding van Neeme Järvi, datum was 4 januari 2001, plaats van handeling de Detroit Symphony Hall. Rondom de datum vonden de opnamen plaats, die gebracht worden als een live-opname, maar dat waarschijnlijk niet geheel zijn.